# Oletta
Oletta (en cors Oletta) és un municipi francès, situat a la regió de Còrsega, al departament d'Alta Còrsega. L'any 1999 tenia 830 habitants.

## Demografia
| 1962 | 1968 | 1975 | 1982 | 1990 | 1999 |
| ---- | ---- | ---- | ---- | ---- | ---- |
| 618  | 619  | 692  | 892  | 879  | 830  |

## Administració
| Període | Identitat          | Partit | Qualitat |  |
| ------- | ------------------ | ------ | -------- |  |
| 2001-   | Jean-Pierre Leccia |        |          |  |